# Aklui Dessi
 (mai 2025).
L'Aklui Dessi est un plat traditionnel béninois composé de pâtes locales appelées aklui (vermicelles ou spaghetti) cuisinées dans une sauce tomate épicée. Ce mets est particulièrement populaire dans le sud du Bénin, où il est souvent accompagné de viande, de poisson fumé ou de crevettes séchées. Il est consommé lors de repas quotidiens comme lors de fêtes familiales, reflétant ainsi son importance dans la culture culinaire béninoise.

## Variantes régionales
L’Aklui Dessi connaît plusieurs variantes selon les régions et les familles béninoises. Certaines versions intègrent de la noix de coco râpée, des fruits secs ou des graines locales pour varier les saveurs et textures. Le lait de vache frais peut remplacer le lait concentré sucré selon les préférences.

## Importance culturelle
L’Aklui Dessi est un élément important de la cuisine traditionnelle du sud du Bénin. Il est préparé aussi bien pour les repas quotidiens que pour les célébrations familiales, les fêtes traditionnelles et les cérémonies religieuses, notamment les mariages et les rites vodoun. Ce plat symbolise la richesse culturelle des peuples fon et gbe.

## Sources
- La cuisine béninoise, éditions Jeune Afrique.
- Les saveurs d’Afrique de l’Ouest, ouvrage collectif.
- Blogs culinaires béninois tels que benincuisine.com et afrik-cuisine.com.
- Articles de presse en ligne (Le Matinal, La Nouvelle Tribune).